# Olomouc hlavní nádraží

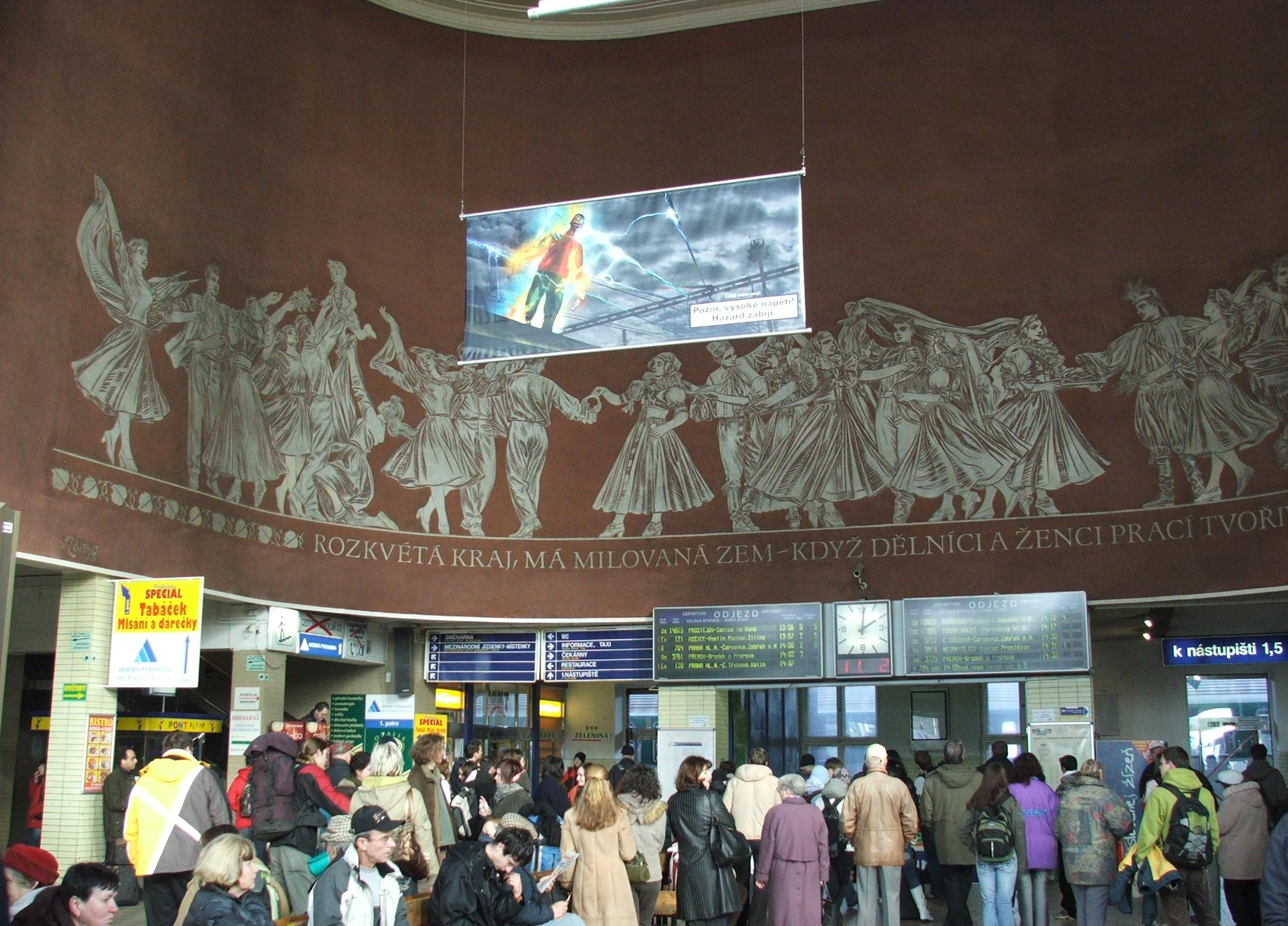
Sgraffiti w budynku dworca

Olomouc hlavní nádraží – główny dworzec kolejowy w Ołomuńcu na adresie Jeremenkova 103/23, istniejący od 1841 r. Aktualny budynek dworca powstał w 1936 r. Trwa 4 etap przebudowy okolic dworca.

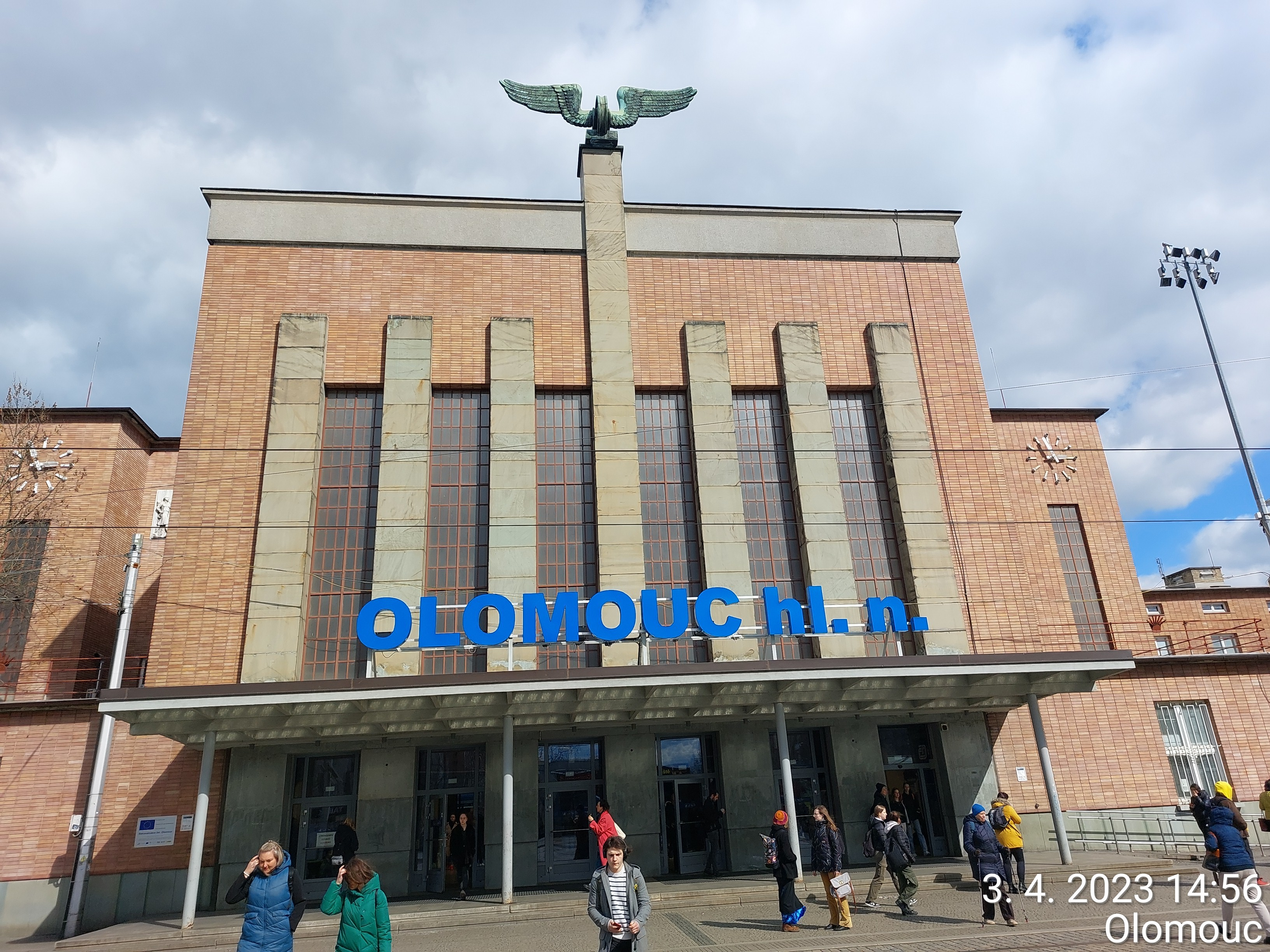
Wejście główne do dworca

## Wyposażenie stacji
W budynku dworca znajdują się kasy biletowe RegioJet, Leo Express, ČD, DPMO, przechowalnia bagażu i poczekalnia. Łącznie jest tu sześć peronów – cztery perony wyspowe (nr 2–5) oraz dwa perony dostępne z budynku dworca (nr 1 i 1A).
Przedsionek dworca urządzony jest w duchu socrealizmu. Pod dużym sgraffito (310 m²) z motywami Hany widnieje napis: „Region rozkwita, moja ukochana kraina, gdy robotnicy i żniwiarze wieńczą go twórczą pracą”. To sgraffito z 1960 roku jest dziełem artysty Wilhelma Zlamala. Autorem cytowanego cytatu był Alois Rečka, poeta i dyrektor Radia Ołomuniec. Znajdują się tu także dwie płaskorzeźby, których autorem jest ołomuniecki rzeźbiarz Jaromír Šolc (1911–1987). Sputnik przedstawiony jest na jednej z płaskorzeźb o tematyce postępu technicznego. Druga płaskorzeźba ma motyw rolnictwa i przyrody.